# Atletism la Jocurile Olimpice de vară din 1968 - Săritura în lungime (feminin)

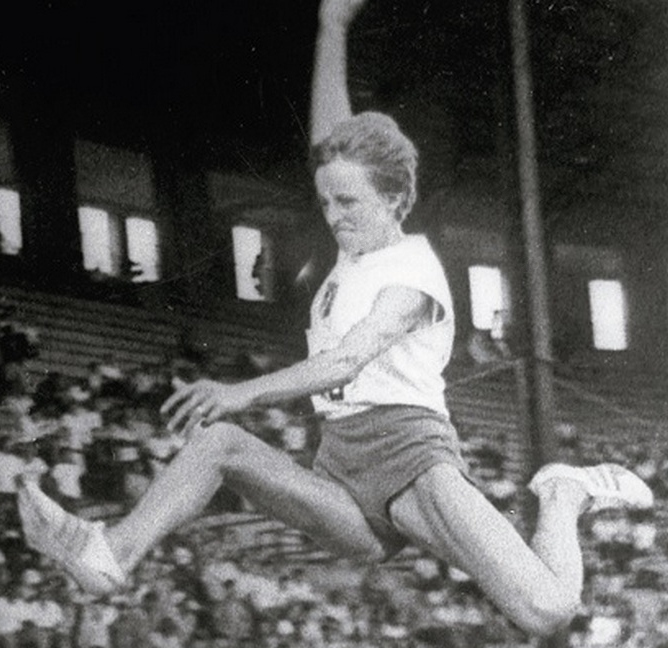
Viorica Viscopoleanu a câștigat medalia de aur stabilind un nou record mondial.

Proba de săritură în lungime de la Jocurile Olimpice de vară din 1968 a avut loc în perioada 13-14 octombrie 1968 pe Stadionul Olimpic Universitar.

## Recorduri
Înaintea acestei competiții, recordurile mondiale și olimpice erau următoarele:
| Record  | Atletă          | Rezultat | Loc            | Data              |
| ------- | --------------- | -------- | -------------- | ----------------- |
| Mondial | Mary Rand (GBR) | 6,76 m   | Tokyo, Japonia | 14 octombrie 1964 |
| Olimpic | Mary Rand (GBR) | 6,76 m   | Tokyo, Japonia | 14 octombrie 1964 |

## Rezultate

### Calificări
S-a calificat în finală orice atletă care a sărit lungimea de 6,35 m respectiv cele mai bune 12 atlete.

#### Grupa A
| Loc | Atletă             | Țară                       | 1                 | 2                 | 3                 | Rezultat          |
| --- | ------------------ | -------------------------- | ----------------- | ----------------- | ----------------- | ----------------- |
| 1   | Heide Rosendahl    | Germania de Vest           | x                 | 6,54              | –                 | 6,54              |
| 2   | Violet Odogwu      | Nigeria                    | 6,45              | 6,09              | –                 | 6,45              |
| 3   | Sheila Sherwood    | Marea Britanie             | 6,42              | –                 | –                 | 6,42              |
| 4   | Bärbel Löhnert     | Germania de Est            | 6,35              | –                 | –                 | 6,35              |
| 5   | Tatiana Talyscheva | Uniunea Sovietică          | 6,34              | 6,30              | 6,28              | 6,34              |
| 6   | Maureen Barton     | Marea Britanie             | 6,27              | x                 | 6,34              | 6,34              |
| 7   | Martha Watson      | Statele Unite ale Americii | 6,30              | 6,18              | 5,99              | 6,30              |
| 8   | Irena Szewińska    | Polonia                    | x                 | 6,19              | x                 | 6,19              |
| 9   | Etelka Kispál      | Ungaria                    | 5,98              | 5,93              | x                 | 5,98              |
| 10  | Mercedes Román     | Mexic                      | 5,75              | x                 | 5,72              | 5,75              |
| 11  | Gunilla Cederström | Suedia                     | x                 | 5,57              | 5,72              | 5,72              |
| 12  | Alice Annum        | Ghana                      | 5,57              | 5,43              | 5,61              | 5,61              |
| 13  | Jean Robotham      | Costa Rica                 | 4,75              | 4,55              | 4,40              | 4,75              |
| —   | Sieglinde Ammann   | Elveția                    | x                 | x                 | x                 | FR                |
| —   | Nina Hansen        | Danemarca                  | Nu a luat startul | Nu a luat startul | Nu a luat startul | Nu a luat startul |

#### Grupa B
| Loc | Atletă               | Țară                       | 1                 | 2                 | 3                 | Rezultat          |
| --- | -------------------- | -------------------------- | ----------------- | ----------------- | ----------------- | ----------------- |
| 1   | Berit Berthelsen     | Norvegia                   | 6,32              | 6,48              |                   | 6,48              |
| 2   | Viorica Viscopoleanu | România                    | 6,48              | –                 | –                 | 6,48              |
| 3   | Mirosława Sarna      | Polonia                    | 6,32              | 6,44              | –                 | 6,44              |
| 4   | Willye White         | Statele Unite ale Americii | 6,17              | 6,42              | –                 | 6,42              |
| 5   | Ingrid Becker        | Germania de Vest           | 6,25              | 6,40              | –                 | 6,40              |
| 6   | Burghild Wieczorek   | Germania de Est            | 6,28              | 6,30              | 6,15              | 6,30              |
| 7   | Ann Wilson           | Marea Britanie             | 6,10              | 5,85              | 6,30              | 6,30              |
| 8   | Manon Bornholdt      | Germania de Vest           | 6,27              | 6,09              | x                 | 6,27              |
| 9   | Marcia Garbey        | Cuba                       | 5,55              | 6,14              | x                 | 6,14              |
| 10  | Helēna Ringa         | Uniunea Sovietică          | x                 | 5,84              | x                 | 5,84              |
| 11  | Lin Chun-yu          | Republica Chineză          | 5,23              | x                 | 5,59              | 5,59              |
| —   | Joan Hendry          | Canada                     | x                 | x                 | x                 | FR                |
| —   | Cecilia Sosa         | El Salvador                | x                 | x                 | x                 | FR                |
| —   | Alicia Kaufmanas     | Argentina                  | Nu a luat startul | Nu a luat startul | Nu a luat startul | Nu a luat startul |
| —   | Maria Vittoria Trio  | Italia                     | Nu a luat startul | Nu a luat startul | Nu a luat startul | Nu a luat startul |

### Finala
| Loc | Atletă               | Țară                       | 1    | 2    | 3    | 4    | 5    | 6    | Rezultat |
| --- | -------------------- | -------------------------- | ---- | ---- | ---- | ---- | ---- | ---- | -------- |
| 1   | Viorica Viscopoleanu | România                    | 6,82 | X    | 6,64 | 6,54 | 6,52 | 6,57 | 6,82 RM  |
| 2   | Sheila Sherwood      | Marea Britanie             | 6,60 | X    | 6,50 | 6,59 | 6,68 | 6,61 | 6,68     |
| 3   | Tatyana Talysheva    | Uniunea Sovietică          | 6,55 | 6,66 | 5,38 | 6,38 | 4,49 | X    | 6,66     |
| 4   | Burghild Wieczorek   | Germania de Est            | X    | 6,48 | 6,45 | 6,33 | 6,42 | 6,25 | 6,48     |
| 5   | Mirosława Sarna      | Polonia                    | 6,47 | X    | 4,98 | 6,44 | 6,31 | 6,45 | 6,47     |
| 6   | Ingrid Becker        | Germania de Vest           | X    | 6,32 | X    | 6,43 | X    | 6,27 | 6,43     |
| 7   | Berit Berthelsen     | Norvegia                   | 6,38 | 6,40 | 6,27 | 6,22 | X    | 6,32 | 6,40     |
| 8   | Heide Rosendahl      | Germania de Vest           | X    | X    | 6,24 | 6,05 | 6,37 | 6,40 | 6,40     |
| 9   | Violet Odogwu        | Nigeria                    | 6,23 | 5,89 | 6,15 | N/A  | N/A  | N/A  | 6,23     |
| 10  | Martha Watson        | Statele Unite ale Americii | 6,20 | X    | 6,06 | N/A  | N/A  | N/A  | 6,20     |
| 11  | Willye White         | Statele Unite ale Americii | 6,01 | 5,44 | 6,08 | N/A  | N/A  | N/A  | 6,08     |
| 12  | Maureen Barton       | Marea Britanie             | 5,93 | X    | 5,95 | N/A  | N/A  | N/A  | 5,95     |
| 13  | Ann Wilson           | Marea Britanie             | X    | 5,90 | 5,59 | N/A  | N/A  | N/A  | 5,90     |
| 14  | Bärbel Löhnert       | Germania de Est            | X    | X    | 4,49 | N/A  | N/A  | N/A  | 4,49     |